# 曾文生
曾文生（1969年—），中華民國政治人物，臺灣桃園市人，現任第20任台灣電力公司董事長，曾任經濟部政務次長。

## 生平
曾文生畢業於臺北市立建國高級中學，取得國立臺灣大學土木工程學士，是臺灣勞工運動人士曾茂興之子。因於父親派駐於曾文水庫時出生，故命名為「曾文生」。

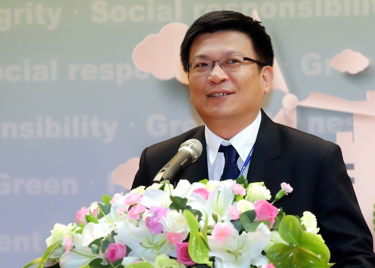
經濟部政務次長任內

曾文生曾任立法院國會助理、台灣勞工陣線高雄分部總幹事及文宣部主任、台灣智庫研究員、行政院青年輔導委員會專門委員、民主進步黨青年發展部主任、高雄市政府經濟發展局局長，從2018年4月10日至2024年5月19日期間擔任經濟部政務次長。

## 家庭
妻子柯芷伶，英国倫敦政治經濟學院都市設計及社會科學碩士，曾任高雄市政府研究發展考核委員會主任委員，現任民主進步黨政策委員會首席副執行長。

## 爭議
前高雄市市長陳菊辦公室主任曾文生被控偽造陳菊在颱風凡那比當天的行程表，高雄高分院宣判依偽造文書罪判處曾拘役50天，緩刑2年。